# Villanova-Malafesta
Villanova-Malafesta è una frazione del comune di San Michele al Tagliamento, nella città metropolitana di Venezia.

## Geografia Fisica
La frazione è ubicata nella parte più settentrionale del comune, confina a nord con Morsano al Tagliamento, a est con Varmo e Ronchis, e a ovest con Fossalta di Portogruaro.  A sud è attraversata dall'autostrada A4 (che in quel tratto assume il nome di "Autostrada Serenissima").

## Storia

### Il paludo
Un tempo, ad ovest della frazione, vi era presente un'area palustre detta "Paludo del Sindacal" o "Pars" ora bonificata. Tale palude si estendeva da nord a sud, partiva da un punto ubicato tra Saccudello (Cordovado) e Feletti (Morsano al Tagliamento), giungendo nell'area tra Lugugnana e il capoluogo di San Michele al Tagliamento.  L'area venne poi bonificata dalla Serenissima per conto del conte Alvise Mocenigo. 

## Località
- Villanova della Cartera:

Località ubicata nella parte più settentrionale della frazione. Essa è costituita da due centri abitati molto vicini tra di loro, ubicati entrambi sulla SP 75: 
- Il primo - il più grande - è ubicato più a nord, in direzione di Mussons. In tale località si trova la chiesa di San Tommaso risalente al '600. 
- Il secondo, leggermente più piccolo del primo, è ubicato più a sud nell'incrocio tra la strada provinciale e Via Molino; Tra i due centri abitati è ubicata quella che era una cartiera, risalente al '700. 

- Malafesta:

Località ubicata lungo la SP 75, a sud di Villanova della Cartera. Qui si trova un oratorio - inaugurato l'8 settembre del 1666 - intitolato a Sant’Antonio da Padova, presenta una struttura ottagonale con una aula e un presbiterio ove è collocato l'altare di Sant'Antonio da Padova .
- Case Colombara:

Località ubicata ad ovest di Malafesta;
- Palazzetto:

Località - che insieme a Biasini - è ubicata a sud di Malafesta, lungo la strada che conduce a Pozzi;
- Biasini:

Località ubicata ad est di Palazzetto ed a sud di Malefesta, vicino all'argine;
- Boscatto:

Località ubicata nella parte più meridionale della frazione, adiacente all'autostrada, lungo la strada che conduce alla località di Pozzi.